# Llista de topònims de Masquefa
Llista de topònims (noms propis de lloc) del municipi de Masquefa, a l'Anoia
Informació actualitzada per un bot. Els canvis manuals es perdran quan s'actualitzi!

## casa
| imatge | Nom                           | Ubicat a | instància de | Detalls                                               | coordenades | Protecció                                  | Commons (més fotos)      | Dades a WD                    |
| ------ | ----------------------------- | -------- | ------------ | ----------------------------------------------------- | --- | ------------------------------------------ | ------------------------ | ----------------------------- |
|        | Ca l'Escala                   | Masquefa | casa         | Estil: modernisme català arquitectura modernista 1908 | 41° 29′ 56″ N, 1° 50′ 17″ E / 41.498875°N,1.837961°E ca:Dins el nucli de La Beguda Alta, al C/ Major 25-27         | bé integrant del patrimoni cultural català |                          | Modifica les dades a Wikidata |
|        | Cal Castanyer                 | Masquefa | casa         | Estil: modernisme català arquitectura modernista 1925 | 41° 30′ 04″ N, 1° 48′ 58″ E / 41.500986°N,1.816238°E ca:Serralet, 75                                               | bé integrant del patrimoni cultural català | Cal Castanyer (Masquefa) | Modifica les dades a Wikidata |
|        | Cal Laiano                    | Masquefa | casa         | Estil: noucentisme 1932                               | 41° 30′ 08″ N, 1° 48′ 41″ E / 41.502098°N,1.811437°E ca:Major, 89                                                  | bé integrant del patrimoni cultural català | Cal Laiano (Masquefa)    | Modifica les dades a Wikidata |
|        | Cal Met                       | Masquefa | casa         | Estil: arquitectura popular 18th century              | 41° 29′ 59″ N, 1° 49′ 04″ E / 41.499687°N,1.817807°E ca:C. Serralet, 8 270 msnm                                    | bé integrant del patrimoni cultural català | Cal Met (Masquefa)       | Modifica les dades a Wikidata |
|        | Cal Ros del Maiol             | Masquefa | casa         | Estil: arquitectura eclèctica 1903                    | 41° 30′ 08″ N, 1° 48′ 42″ E / 41.502219°N,1.811794°E ca:Dins la Vila, al C/ Major 64                               | bé integrant del patrimoni cultural català |                          | Modifica les dades a Wikidata |
|        | Can Quiseró (o can Quissarró) | Masquefa | casa         | Estil: arquitectura popular 20th century              | 41° 28′ 51″ N, 1° 47′ 49″ E / 41.48095°N,1.79692°E ca:Dins la urbanització a la que dóna nom, al C/ Pirineus 49-53 |                                            |                          | Modifica les dades a Wikidata |
|        | la Torre                      | Masquefa | casa         | Estil: noucentisme                                    | 41° 30′ 09″ N, 1° 48′ 45″ E / 41.502524°N,1.812531°E                                                               | bé integrant del patrimoni cultural català | La Torre (Masquefa)      | Modifica les dades a Wikidata |

## entitat singular de població
| imatge | Nom            | Ubicat a | instància de                                   | Detalls  | coordenades                                                                | Protecció | Commons (més fotos)      | Dades a WD                    |
| ------ | -------------- | -------- | ---------------------------------------------- | -------- | -------------------------------------------------------------------------- | --------- | ------------------------ | ----------------------------- |
|        | Can Parellada  | Masquefa | entitat singular de població                   | 2014 hab | 41° 30′ 12″ N, 1° 49′ 44″ E / 41.50324167°N,1.82896389°E 228 msnm          |           | Can Parellada (Masquefa) | Modifica les dades a Wikidata |
|        | Can Quiseró    | Masquefa | entitat singular de població                   | 346 hab  | 41° 28′ 53″ N, 1° 48′ 04″ E / 41.481454495419°N,1.8011079237706°E 254 msnm |           |                          | Modifica les dades a Wikidata |
|        | Can Valls      | Masquefa | entitat singular de població                   | 185 hab  | 41° 29′ 48″ N, 1° 48′ 07″ E / 41.496776171898°N,1.8020234120994°E 246 msnm |           |                          | Modifica les dades a Wikidata |
|        | Masquefa       | Masquefa | entitat singular de població capital municipal | 5358 hab | 41° 30′ 13″ N, 1° 48′ 41″ E / 41.50353°N,1.81136°E 259 msnm                |           |                          | Modifica les dades a Wikidata |
|        | el Maset       | Masquefa | entitat singular de població                   | 1302 hab | 41° 29′ 20″ N, 1° 47′ 58″ E / 41.48884167°N,1.799525°E 218 msnm            |           |                          | Modifica les dades a Wikidata |
|        | la Beguda Alta | Masquefa | entitat singular de població                   | 815 hab  | 41° 29′ 56″ N, 1° 50′ 17″ E / 41.499°N,1.838°E 289 msnm                    |           | La Beguda Alta           | Modifica les dades a Wikidata |

## església
| imatge | Nom                                   | Ubicat a | instància de | Detalls                          | coordenades | Protecció                                  | Commons (més fotos)                   | Dades a WD                    |
| ------ | ------------------------------------- | -------- | ------------ | -------------------------------- | --- | ------------------------------------------ | ------------------------------------- | ----------------------------- |
|        | Església sufragània de la Immaculada  | Masquefa | església     | Estil: arquitectura popular 1817 | 41° 29′ 53″ N, 1° 50′ 11″ E / 41.49816°N,1.83633°E ca:Plaça de la Beguda Alta, 11                                                                        | bé cultural d'interès local                |                                       | Modifica les dades a Wikidata |
|        | Sant Pere de Masquefa                 | Masquefa | església     | Estil: arquitectura popular 1926 | 41° 30′ 06″ N, 1° 48′ 52″ E / 41.501734°N,1.814583°E ca:Entre la Vila i el Serralet, al C/ Sant Pere 11-13                                               | bé integrant del patrimoni cultural català | Sant Pere de Masquefa                 | Modifica les dades a Wikidata |
|        | Sant Pere i la Santa Creu de Masquefa | Masquefa | església     | Estil: arquitectura romànica     | 41° 30′ 32″ N, 1° 48′ 31″ E / 41.509°N,1.80872°E ca:Al S de la confluència del Torrent de Can Cartró i la Riera de Masquefa, a 700 m al N del nucli urbà | bé integrant del patrimoni cultural català | Sant Pere i la Santa Creu de Masquefa | Modifica les dades a Wikidata |
|        | capella del Roser                     | Masquefa | església     | Estil: arquitectura popular 1622 | 41° 30′ 09″ N, 1° 48′ 40″ E / 41.502519°N,1.811225°E ca:Major, 88                                                                                        | bé cultural d'interès local                | Capella del Roser (Masquefa)          | Modifica les dades a Wikidata |

## estació de ferrocarril
| imatge | Nom                      | Ubicat a | instància de                   | Detalls | coordenades                                                       | Protecció | Commons (més fotos) | Dades a WD                    |
| ------ | ------------------------ | -------- | ------------------------------ | ------- | ----------------------------------------------------------------- | --------- | ------------------- | ----------------------------- |
|        | Estació de Can Parellada | Masquefa | estació de ferrocarril         |         | 41° 30′ 08″ N, 1° 49′ 51″ E / 41.502202777778°N,1.8308083333333°E |           |                     | Modifica les dades a Wikidata |
|        | Estació de Masquefa      | Masquefa | estació de ferrocarril edifici |         | 41° 30′ 10″ N, 1° 48′ 45″ E / 41.502833333333°N,1.8125583333333°E |           |                     | Modifica les dades a Wikidata |
|        | Estació de la Beguda     | Masquefa | estació de ferrocarril         |         | 41° 30′ 06″ N, 1° 50′ 20″ E / 41.501744444444°N,1.8387888888889°E |           |                     | Modifica les dades a Wikidata |

## font
| imatge | Nom              | Ubicat a | instància de | Detalls      | coordenades | Protecció | Commons (més fotos) | Dades a WD                    |
| ------ | ---------------- | -------- | ------------ | ------------ | --- | --------- | ------------------- | ----------------------------- |
|        | font de la Masia | Masquefa | font         |              | 41° 28′ 40″ N, 1° 48′ 26″ E / 41.47786°N,1.80714°E ca:Al Sud del torrent de la Masia, 850 m a l'Est de la urbanització de Can Quiseró |           |                     | Modifica les dades a Wikidata |
|        | font de la Mina  | Masquefa | font         |              | 41° 29′ 58″ N, 1° 49′ 58″ E / 41.49942°N,1.83284°E ca:150 m al SW de la Beguda Alta                                                   |           |                     | Modifica les dades a Wikidata |
|        | font dels Oms    | Masquefa | font         | 19th century | 41° 29′ 55″ N, 1° 50′ 01″ E / 41.49862°N,1.83371°E ca:Al Sud oest de la Beguda Alta. Hort d'en Simó.                                  |           |                     | Modifica les dades a Wikidata |

## masia
| imatge | Nom                             | Ubicat a | instància de | Detalls                                  | coordenades | Protecció                                  | Commons (més fotos)             | Dades a WD                    |
| ------ | ------------------------------- | -------- | ------------ | ---------------------------------------- | --- | ------------------------------------------ | ------------------------------- | ----------------------------- |
|        | Ca l'Ocata                      | Masquefa | masia        |                                          | 41° 31′ 21″ N, 1° 47′ 22″ E / 41.522476385889°N,1.78937617076099°E                                                                                               |                                            |                                 | Modifica les dades a Wikidata |
|        | Cal Cisco                       | Masquefa | masia        |                                          | 41° 30′ 48″ N, 1° 48′ 21″ E / 41.5134609819299°N,1.80581784294874°E                                                                                              |                                            |                                 | Modifica les dades a Wikidata |
|        | Cal Mossons                     | Masquefa | masia        |                                          | 41° 31′ 02″ N, 1° 47′ 35″ E / 41.5173552028903°N,1.79317475836864°E                                                                                              |                                            |                                 | Modifica les dades a Wikidata |
|        | Cal Veí                         | Masquefa | masia        |                                          | 41° 30′ 20″ N, 1° 47′ 27″ E / 41.5056028217154°N,1.79079292642312°E                                                                                              |                                            |                                 | Modifica les dades a Wikidata |
|        | Can Bartomeu                    | Masquefa | masia        |                                          | 41° 30′ 30″ N, 1° 47′ 39″ E / 41.5083489338081°N,1.7941209166079°E ca:Al S de la riera de Masquefa, 1'5 Km a l'Oest del nucli urbà                               |                                            |                                 | Modifica les dades a Wikidata |
|        | Can Batista                     | Masquefa | masia        |                                          | 41° 29′ 45″ N, 1° 47′ 13″ E / 41.4957891555216°N,1.78691417761798°E                                                                                              |                                            |                                 | Modifica les dades a Wikidata |
|        | Can Bonastre de Santa Magdalena | Masquefa | masia        | Estil: arquitectura popular 1548         | 41° 30′ 32″ N, 1° 47′ 20″ E / 41.50887°N,1.788798°E ca:Al S de la riera de Masquefa, 2 Km a l'Oest del nucli urbà                                                | bé integrant del patrimoni cultural català | Can Bonastre de Santa Magdalena | Modifica les dades a Wikidata |
|        | Can Bonastre dels Torrents      | Masquefa | masia        |                                          | 41° 29′ 41″ N, 1° 47′ 44″ E / 41.494861055821°N,1.79544935639745°E                                                                                               |                                            |                                 | Modifica les dades a Wikidata |
|        | Can Felip Bord                  | Masquefa | masia        |                                          | 41° 30′ 17″ N, 1° 50′ 22″ E / 41.5048419778151°N,1.83933404405788°E ca:A l'Est dell torrent de Cal Felip Bord, 500 m a l'Est de la urbanització de Can Parellada |                                            |                                 | Modifica les dades a Wikidata |
|        | Can Llopard                     | Masquefa | masia        |                                          | 41° 29′ 00″ N, 1° 47′ 39″ E / 41.4832899620096°N,1.79403469171804°E                                                                                              |                                            |                                 | Modifica les dades a Wikidata |
|        | Can Tasies                      | Masquefa | masia        |                                          | 41° 30′ 02″ N, 1° 49′ 51″ E / 41.5005673741873°N,1.8308198697462°E                                                                                               |                                            |                                 | Modifica les dades a Wikidata |
|        | Can Torres                      | Masquefa | masia        | 1823                                     | 41° 29′ 39″ N, 1° 48′ 48″ E / 41.4942993904178°N,1.81333394704221°E ca:A l'Oest del Torrent de Can Torres, 200 m a l'Est de la urbanització de Can Valls         |                                            |                                 | Modifica les dades a Wikidata |
|        | Can Valls                       | Masquefa | masia        |                                          | 41° 29′ 38″ N, 1° 48′ 20″ E / 41.4938667062179°N,1.80547102529111°E ca:A l'Oest del Torrent de Can Valls, just entre les urbanitzacions de Can Valls i El Maset  |                                            |                                 | Modifica les dades a Wikidata |
|        | Cunisat                         | Masquefa | masia        |                                          | 41° 29′ 15″ N, 1° 47′ 38″ E / 41.487394450215°N,1.79376691266276°E                                                                                               |                                            |                                 | Modifica les dades a Wikidata |
|        | Mas Bernic                      | Masquefa | masia        |                                          | 41° 28′ 53″ N, 1° 48′ 20″ E / 41.4814461147903°N,1.80550753200988°E                                                                                              |                                            |                                 | Modifica les dades a Wikidata |
|        | Mas Bernich                     | Masquefa | masia        | 20th century                             | 41° 29′ 09″ N, 1° 48′ 37″ E / 41.48586°N,1.81035°E ca:Al Sud del torrent d'El Maset, 600 m al Sud de la urbanització de mateix nom                               |                                            |                                 | Modifica les dades a Wikidata |
|        | Masia Can Parellada             | Masquefa | masia        | Estil: arquitectura popular 19th century | 41° 30′ 17″ N, 1° 49′ 46″ E / 41.504732°N,1.829361°E ca:Dins la urbanització a la qual dóna nom, a l'Avinguda de Can Parellada, 17-21                            | bé integrant del patrimoni cultural català |                                 | Modifica les dades a Wikidata |
|        | can Maçana                      | Masquefa | masia        | Estil: arquitectura popular 1735         | 41° 30′ 12″ N, 1° 48′ 32″ E / 41.503406°N,1.809017°E ca:Immediatament a l'Oest de la Vila, sobre un petit promontori que el domina, on hi ha l'Alzinar           | bé integrant del patrimoni cultural català |                                 | Modifica les dades a Wikidata |
|        | el Mirador de Montserrat        | Masquefa | masia        |                                          | 41° 30′ 03″ N, 1° 49′ 58″ E / 41.5007859395392°N,1.83282878406928°E                                                                                              |                                            |                                 | Modifica les dades a Wikidata |
|        | la Masia                        | Masquefa | masia        | Estil: arquitectura popular 16th century | 41° 28′ 43″ N, 1° 48′ 19″ E / 41.478632°N,1.805147°E ca:Crtra. BV- 2249 (a 1 km de l'encreuament BV-2241)                                                        | bé integrant del patrimoni cultural català |                                 | Modifica les dades a Wikidata |

## vèrtex geodèsic
| imatge | Nom            | Ubicat a | instància de    | Detalls   | coordenades                                                       | Protecció | Commons (més fotos) | Dades a WD                    |
| ------ | -------------- | -------- | --------------- | --------- | ----------------------------------------------------------------- | --------- | ------------------- | ----------------------------- |
|        | La Beguda      | Masquefa | vèrtex geodèsic | Alt: 1.2m | 41° 30′ 07″ N, 1° 49′ 39″ E / 41.501818°N,1.827391°E 320.57 msnm  |           |                     | Modifica les dades a Wikidata |
|        | San Just 1995© | Masquefa | vèrtex geodèsic | Alt: 1.2m | 41° 28′ 31″ N, 1° 47′ 53″ E / 41.475415°N,1.798176°E 316.284 msnm |           |                     | Modifica les dades a Wikidata |

## Misc
| imatge | Nom                              | Ubicat a | instància de           | Detalls                          | coordenades                                                                          | Protecció                                            | Commons (més fotos)    | Dades a WD                    |
| ------ | -------------------------------- | -------- | ---------------------- | -------------------------------- | ------------------------------------------------------------------------------------ | ---------------------------------------------------- | ---------------------- | ----------------------------- |
|        | Ajuntament de Masquefa           | Masquefa | casa consistorial      | Estil: arquitectura popular 1870 | 41° 30′ 08″ N, 1° 48′ 40″ E / 41.50233°N,1.811004°E ca:Carrer Major, 93              | bé integrant del patrimoni cultural català           | Ajuntament de Masquefa | Modifica les dades a Wikidata |
|        | La Beguda                        | Masquefa | element arquitectònic  |                                  | 41° 30′ 03″ N, 1° 50′ 08″ E / 41.50096°N,1.83549°E ca:c/ de la Font, 12, Beguda Alta |                                                      |                        | Modifica les dades a Wikidata |
|        | Masquefa Observatory             | Masquefa | observatori astronòmic |                                  | 41° 30′ 31″ N, 1° 19′ 54″ E / 41.508536°N,1.3317°E                                   |                                                      |                        | Modifica les dades a Wikidata |
|        | Polígon industrial de la Pedrosa | Masquefa | polígon industrial     |                                  | 41° 29′ 57″ N, 1° 49′ 27″ E / 41.4992212909033°N,1.82424258755038°E                  |                                                      |                        | Modifica les dades a Wikidata |
|        | castell de Masquefa              | Masquefa | castell                | Estat: enderrocat o destruït     | 41° 30′ 33″ N, 1° 48′ 31″ E / 41.509105°N,1.808685°E                                 | bé d'interès cultural bé cultural d'interès nacional |                        | Modifica les dades a Wikidata |
|        | fàbrica Rogelio Rojo             | Masquefa | edifici                | Estil: arquitectura popular      | 41° 30′ 03″ N, 1° 48′ 52″ E / 41.500824°N,1.814527°E ca:Santa Clara                  | bé cultural d'interès local                          | Fàbrica Rogelio Rojo   | Modifica les dades a Wikidata |
|        | serra de l'Ocata                 | Masquefa | serra                  |                                  | 41° 31′ 06″ N, 1° 47′ 44″ E / 41.5182°N,1.7955°E 298.5 msnm                          |                                                      |                        | Modifica les dades a Wikidata |